# Eltroplectris cogniauxiana
Eltroplectris cogniauxiana är en orkidéart som först beskrevs av Rudolf Schlechter, och fick sitt nu gällande namn av Guido Frederico João Pabst. Eltroplectris cogniauxiana ingår i släktet Eltroplectris och familjen orkidéer. Inga underarter finns listade i Catalogue of Life.